# Veronica Rossi
Veronica Rossi (* 1973 in Rio de Janeiro, Brasilien) ist eine in Brasilien geborene, heute amerikanische Schriftstellerin, die für ihre New-York-Times-Bestseller-Trilogie Aria und Perry (im Original: Under the Never Sky) bekannt ist. Die Reihe wird dem Subgenre Postapokalypse innerhalb der Science-Fiction für Jugendliche zugerechnet. Sie erschien in Deutschland im Oetinger Verlag und wurde von Franca Fritz und Heinrich Koop übersetzt. Die Filmrechte der Trilogie wurden von Warner Bros. erworben und der Roman wurde in mehr als 25 Ländern veröffentlicht.

## Karriere
Bevor Rossi ihr erstes Buch schrieb, schloss sie ihr grundständiges Studium an der University of California in Los Angeles ab und studierte dann bildende Kunst an dem California College of the Arts in San Francisco. Ihr neuster Roman Riders ist für eine Veröffentlichung im Jahr 2016 vorgesehen.

## Persönliches Leben
In ihrer Kindheit zog Rossi oft um; sie lebte unter anderem in Mexiko und Venezuela. Zurzeit lebt sie mit ihrem Mann und zwei Söhnen in Nordkalifornien.

## Bibliografie

### Aria und PerryTrilogie
- Gebannt – unter fremdem Himmel. 2012, ISBN 978-3-7891-4620-6. (im Original: Under the Never Sky. 2012.)
- Getrieben – Durch ewige Nacht. 2013, ISBN 978-3-7891-4621-3. (im Original: Through the Ever Night. 2013.)
- Geborgen – In unendlicher Weite. 2014, ISBN 978-3-7891-4622-0. (im Original: Into the Still Blue. 2014.)

### Riders
- Riders, 2016
- Seeker, 2017